# Paravent de Hikone

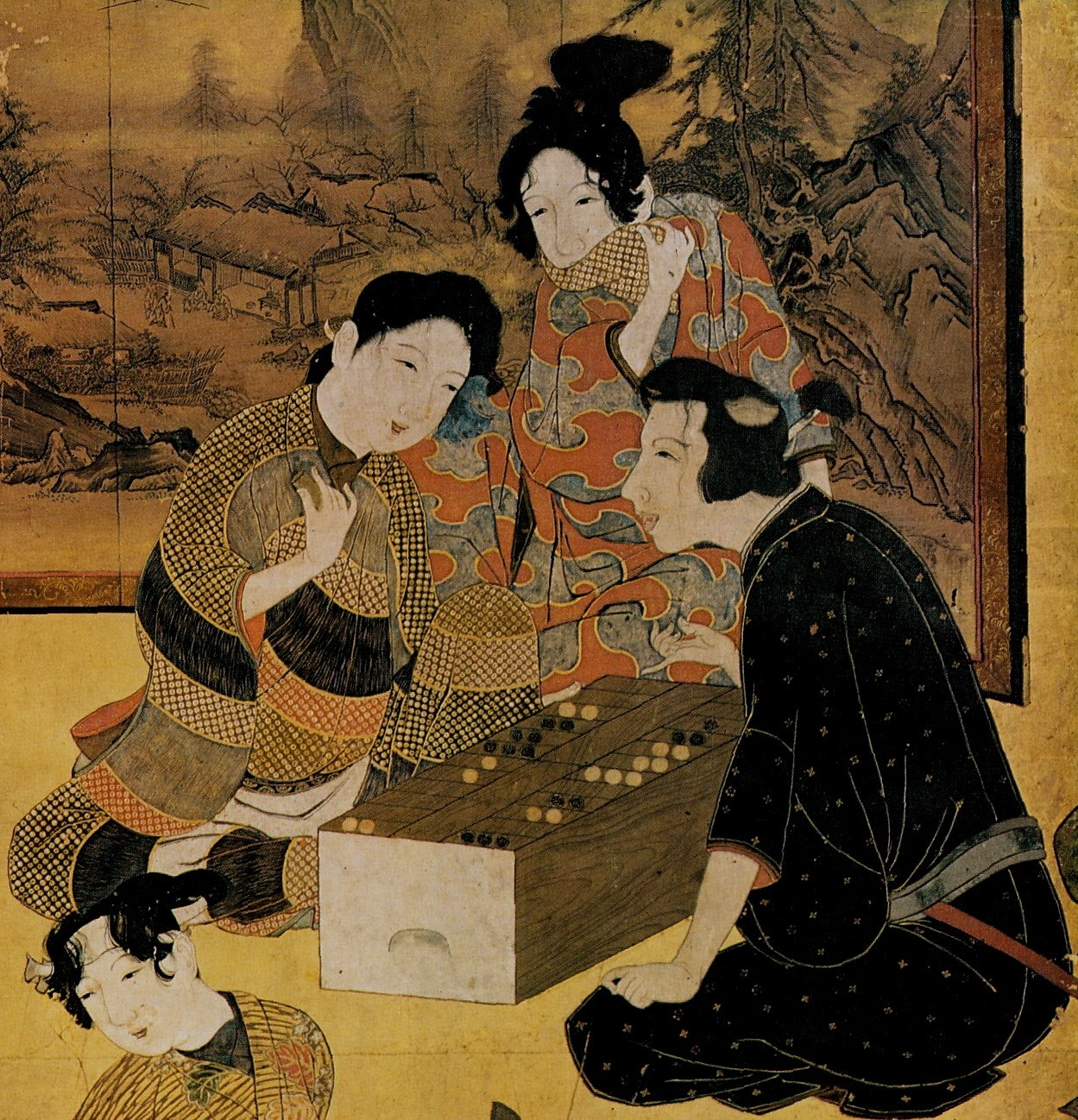
Un homme et une femme jouent au jeu du ban-sugoroku.

Le paravent de Hikone, est un paravent japonais décoré. Ce byōbu à six feuilles date de l'ère Kan'ei.
Le paravent de 94 × 274,8 cm peint sur un papier en feuille d'or se plie en six. Il représente des gens dans les quartiers de plaisance de Kyoto jouer de la musique et à des jeux. L'écran vient du domaine féodal de Hikone dirigé par le clan Ii, propriétaire du paravent. Il est désormais la propriété de la ville de Hikone dans la préfecture de Shiga, au sein de la collection II Naochika.
L’œuvre est considérée comme représentative de la peinture de genre japonaise moderne, parfois même comme le premier ouvrage ukiyo-e.

## Description
Le paravent de 94 × 274,8 cm dépeint une scène dans laquelle onze personnages masculins et féminins se divertissent. Sur la gauche, un homme aveugle et quelques femmes jouent du shamisen devant un byōbu à quatre panneaux orné d'un paysage. À leur droite, un groupe d'hommes et de femmes jouent au jeu du sugoroku sur un plateau.

## Analyse
La manière des coups de pinceau indique que ce tableau anonyme est dans le style de l'école Kyō Kanō (ja).
Les activités des personnages sur le paravent de Hikone représentent les traditionnels Quatre arts du lettré chinois. Leurs vêtements et objets personnels suggèrent les quatre saisons, comme dans les traditionnelle « images des quatre saisons » (四季絵, shiki-e).
Le travail est anonyme, ce qui est typique pour ce genre de réalisation; en outre, si l'artiste était de l'école Kanō ou d'une autre similaire, la matière - commune - aurait été considérée comme en dessous de la dignité de l'artiste et donc n'aurait vraisemblablement pas été signée. L'écran est probablement une commission et il était habituel pour les artistes de ne pas signer des œuvres faites pour les propriétaires de haut rang. À différentes époques, les spécialistes l'ont attribué à Iwasa Matabei (1578–1650), dont Ernest Fenollosa qui considérait le paravent comme une première réalisation ukiyo-e et donc Matabei comme le fondateur du genre.

## Réception et postérité
Considéré comme un chef-d'œuvre de la peinture de genre japonaise depuis au moins le milieu du XVIIe siècle, le paravent a été largement copié depuis, parfois avec des variations, et certaines des copies ont accédé à une certaine renommée. Le paravent est désigné Trésor national du japon en 1955 et reçoit le nom officiel Shihon Kinjichaku-shoku Fuzoku-zu (紙本金地著色風俗図).